# Malören
För andra betydelser, se Malören (olika betydelser).
Malören (finska: Maluri) är den yttersta ön i Kalix skärgård med ett kapell och ett fyrtorn. Namnet betyder rund sten och antas syfta på alla stenar på ön som rundats av havets krafter. Ön liknar till formen en hästsko. Den bildades för ungefär 1500 år sedan när landhöjningen gjorde att området reste sig med 85 cm per århundrade. Sedan 1997 har ön varit ett naturreservat, omfattande 180 hektar. På ön finns ett kapell byggt 1769, och en fyr byggd 1851. Före 1960 tillhörde Malören Nedertorneå landskommun.
Fyrplatsen är statligt byggnadsminne sedan 25 januari 1935, förnyat 1993.

## Historia
Malören har troligtvis bebotts sedan medeltiden. Tillgången på strömming och löja gjorde att många fiskare lockades hit, och uppförde enkla fiskebodar på ön. De kom oftast från Torneå och Karlö i Österbotten. Kring 200 personer höll till på ön sommartid. Fisket tog fart under senare delen av 1700-talet, och tio procent av fångsten donerades till prästerskapet. 1725 uppfördes ett stångmärke och 1823 en fyrbåk. Som ett resultat av det goda fisket byggdes Malörens kapell 1769, en åttakantig rödmålad träbyggnad senare försett med spåntak. Kapellet har kallats "skärgårdens domkyrka" 

## Lotsar och fyrar
1827 blev Malören lotsplats. 1851 byggdes ett 17,5 meter högt fyrtorn, det första som ritades av fyringenjör Gustav von Heidenstam. 1891 byggdes en något lägre fyr för att man skulle kunna minska fyrpersonalen. Denna mindre fyr slutade dock användas 1910 och den äldre fyren började användas igen men nu med en gasdriven utrustning. Fyrpersonalen drogs samtidigt in och fyren sköttes istället av lotsarna. 1958 försågs fyren med en AGA-utrustning. 
Sedan lotsplatsen drogs in 1967 saknar Malören fast boende, men är bebott sommartid. 1984 installerades ett vindkraftverk från SVIAB för fyrens strömförsörjning. Den 25 januari 1935 blev fyren statligt byggnadsminne, som förnyades 28 januari 1993.

## Växt- och djurliv
Vegetationen på den stenrika ön har med åren blivit rikare och frodigare. Rönnen har tagit fäste och det finns numera gott om strandärt, kråkvicker och mjölkört. Lite mer ovanliga arter är strandviva och ormtunga. Det som är mest utmärkande för ön är ändå fågellivet, belägen på den sydligaste utposten av skärgården är ön viktig både som rastplats och för häckning. Silvertärnan är talrik på ön liksom tretåig mås, labb, små och större strandpipare, roskarl, rödbena och olika typer av måsfåglar.

## Bildgalleri

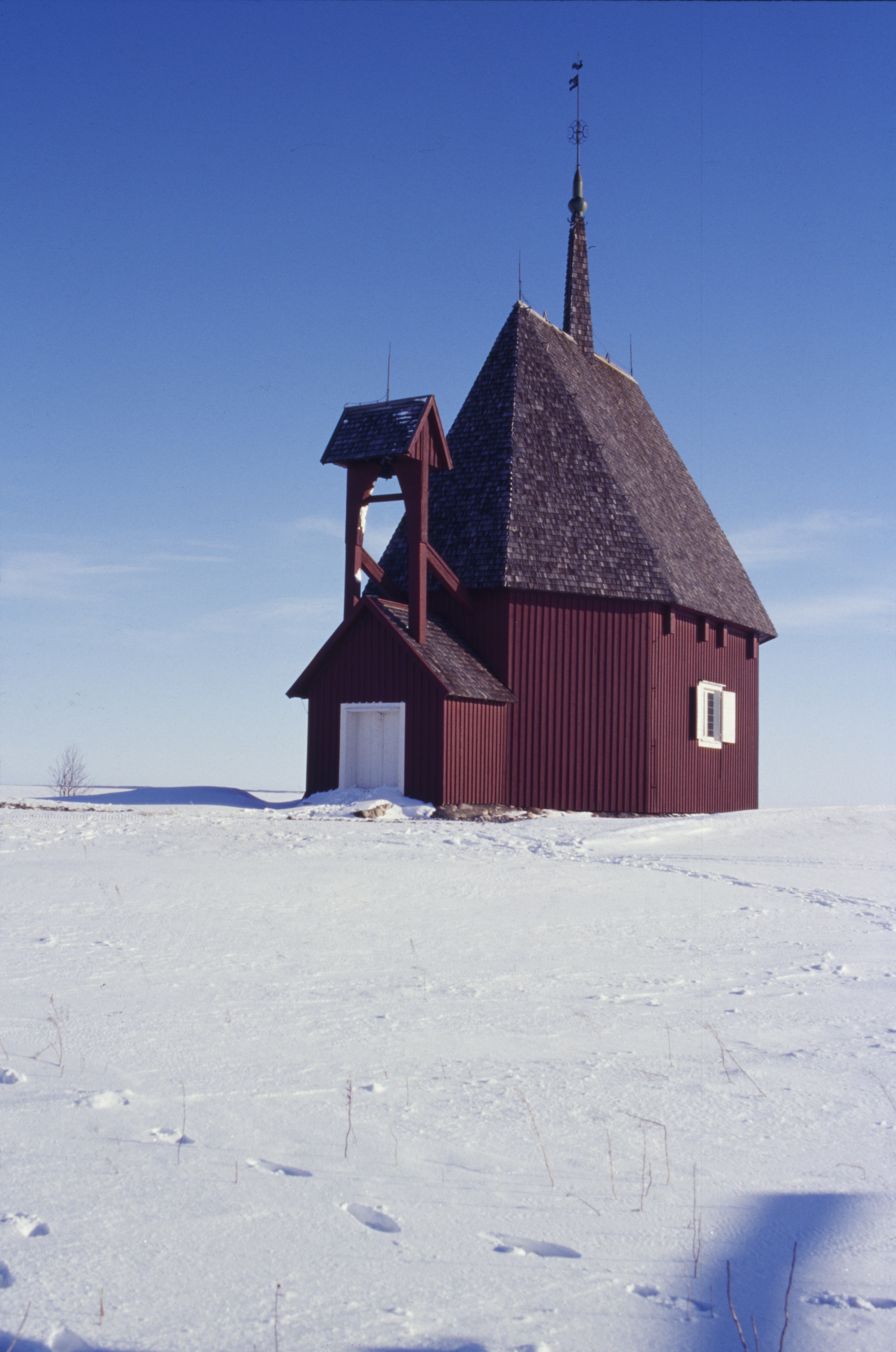
Kapellet på Malören
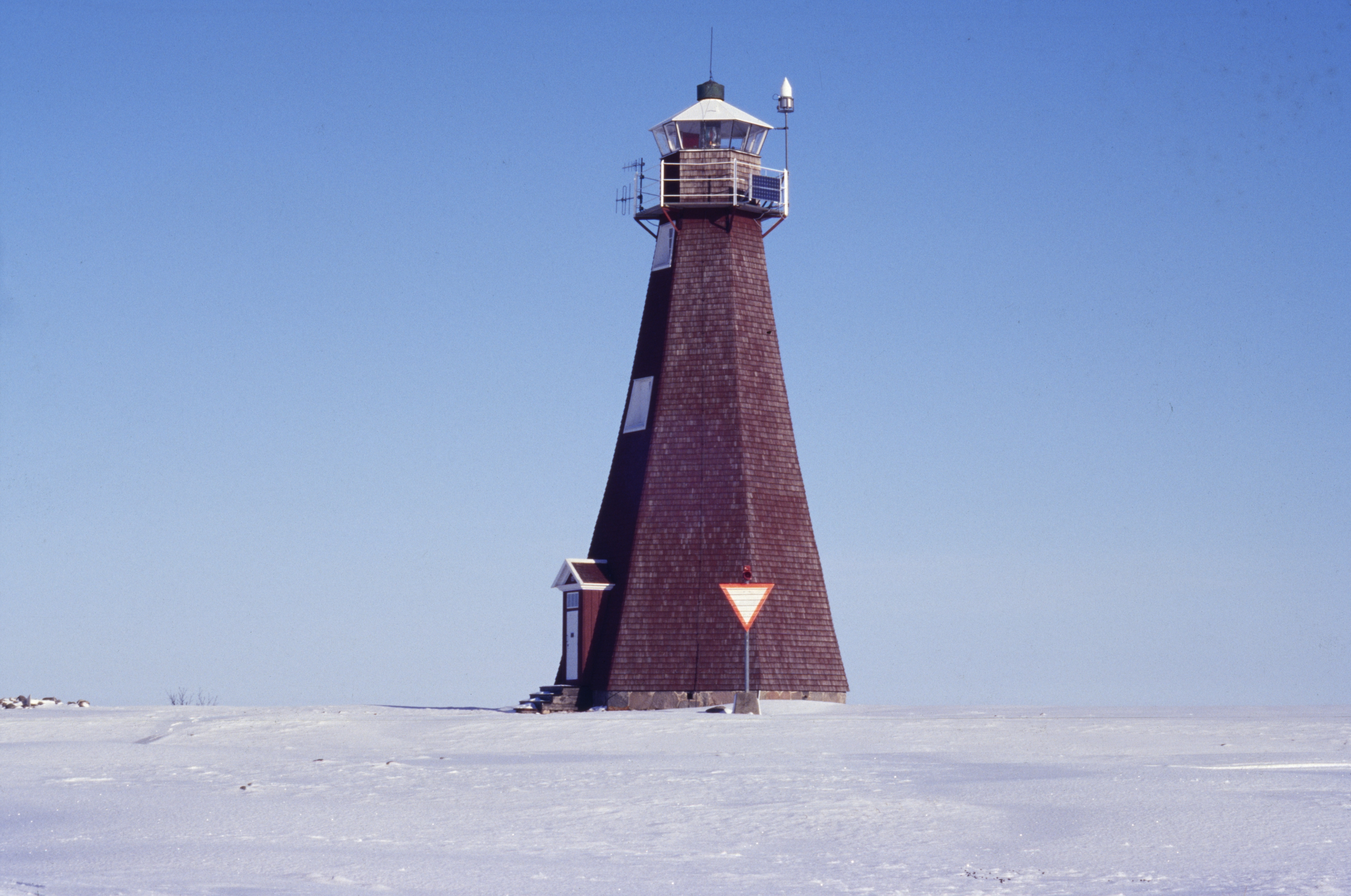
Fyrtornet på Malören